# Андреевская волость (Уфимская губерния)
Андреевская волость — волость в Бирском уезде Уфимской губернии. Волостной центр — село
Андреевка.
Ныне территория Балтачевского и Илишевского районов Республики Башкортостан Российской Федерации, в большей части земли Андреевского сельсовета.

## География
Местность почти безлесная; есть незначительные горы, болота и озера.
Крупнейшая река — р. Белая.

## Состав волости
По данным на 1906 и 1913 годы входили 18 населённых пунктов
- Аначева
- Андреевка — волостной центр
- Вотские Шидали
- Вотский Миняуз
- Исаева (вошла к 1920-м годам в состав  Старонадырово)
- Князьилга
- Ново-Балтачева
- Ново-Киргизова
- Ново-Надырова
- Старо-Балтачева
- Старо-Надырова
- Татарские Шидали
- Татарский Миняуз
- Ташкичи
- Тлякеева
- Чаки
- Черемисский Миняуз
- Чуй-Атасева

## Население
В 1906 году 6220 жителей, русские, башкиры, татары, мещеряки, тептяри, черемисы и вотяки.

## Инфраструктура
По справочнику 1906 года жители преимущественно занимались земледелием.
Из побочных промыслов — рыболовство, несколько развитое у жителей селений, расположенных по р. Белой.